# تومي أوبراين
تومي أوبراين (بالإنجليزية: Tommy O'Brien) هو لاعب كرة قاعدة أمريكي، ولد في 19 ديسمبر 1918 في أننيستون في الولايات المتحدة، وتوفي بنفس المكان في 5 نوفمبر 1978.

## وصلات خارجية
- تومي أوبراين على موقع دوري كرة القاعدة الرئيسي (الإنجليزية)
- تومي أوبراين على موقعبيزبول رفرنس.كوم (الدوري الرئيسي) (الإنجليزية)